# Calesia gastropachoides
Calesia gastropachoides là một loài bướm đêm trong họ Erebidae.